# Блондинка (филм, 2022)
„Блондинка“ (на английски: Blonde) е американски биографичен филм от 2022 г. на режисьора Андрю Доминик, който е базиран на едноименния роман, написан от Джойс Каръл Оутс през 2000 г. Филмът е измислена история за живота и кариерата на американската актриса Мерилин Монро, изиграна от Ана де Армас. Актьорския състав също включва Ейдриън Броуди, Боби Канавале, Хавиер Самуел и Джулиан Никълсън.